# Lista de países e capitais em línguas locais
Esta é uma lista de países e das suas respetivas cidades capitais em português e na(s) língua(s) local(is) oficial(is).

## A
| País (exónimo)                                               | Capital (exónimo)                                                                                      | País (endónimo) | Capital (endónimo)                                                                   | Línguas locais oficiais (alfabeto/escrita)                                       |
| ------------------------------------------------------------ | --- | --- | ------------------------------------------------------------------------------------ | -------------------------------------------------------------------------------- |
| Afeganistão                                                  | Cabul                                                                                                  | افغانستان | كابل                                                                                 | Dari-Persa, Pastó (Alfabeto perso-árabe)                                         |
| África do Sul                                                | Pretória (administrative capital) Cidade do Cabo (legislative capital) Bloemfontein (judicial capital) | South Africa Suid-Afrika iNingizimu Afrika uMzantsi Afrika Afrika-Borwa Afrika Borwa Aforika Borwa Afurika Tshipembe Afrika Dzonga iNingizimu Afrika iSewula Afrika | Pretoria, Cape Town Pretoria, Kaapstad iPitoli Tshwane Tswane Pitori iPitoli iPitori | Inglês Africâner Zulu Xhosa Soto do norte Soto Tsuana Venda Tsonga Suázi Ndebele |
| Albânia                                                      | Tirana                                                                                                 | Shqipëria | Tiranë                                                                               | Albanês                                                                          |
| Alemanha                                                     | Berlim                                                                                                 | Deutschland | Berlin                                                                               | Alemão                                                                           |
| Andorra                                                      | Andorra-a-Velha                                                                                        | Andorra | Andorra la Vella                                                                     | Catalão                                                                          |
| Angola                                                       | Luanda                                                                                                 | Angola | Luanda                                                                               | Português                                                                        |
| Antígua e Barbuda                                            | Saint John's                                                                                           | Antigua and Barbuda | St. John's                                                                           | Inglês                                                                           |
| Arábia Saudita                                               | Riade                                                                                                  | As Su‘ūdīyah السعودية | Ar-Riyāḍ الرياض                                                                      | Árabe (Alfabeto árabe)                                                           |
| Argélia                                                      | Argel                                                                                                  | Al-Jazā'ir الجزائر | Al-Jazā'ir الجزائر                                                                   | Árabe (Alfabeto árabe)                                                           |
| Argentina                                                    | Buenos Aires                                                                                           | Argentina | Ciudad de Buenos Aires                                                               | Espanhol                                                                         |
| Arménia(português europeu) ou Armênia (português brasileiro) | Erevã                                                                                                  | Hayastán Հայաստան | Yerevan Երեվան                                                                       | Arménio (Alfabeto arménio)                                                       |
| Artsaque                                                     | Stepanakert                                                                                            | Leṙnalin Ġarabaġ Լեռնային Ղարաբաղ | Stepanakert Ստեփանակերտ                                                              | Arménio                                                                          |
| Austrália                                                    | Camberra                                                                                               | Australia | Canberra                                                                             | Inglês / Línguas nativas aborígenes                                              |
| Áustria                                                      | Viena                                                                                                  | Österreich | Wien                                                                                 | Alemão                                                                           |
| Azerbaijão                                                   | Bacu                                                                                                   | Azərbaycan | Bakı                                                                                 | Azerbaijano (Alfabeto latino)                                                    |

## B
| País (exónimo)       | Capital (exónimo)  | País (endónimo)                                                 | Capital (endónimo)                                 | Línguas locais oficiais (alfabeto/escrita)                                                              |
| -------------------- | ------------------ | --------------------------------------------------------------- | -------------------------------------------------- | --- |
| Bahamas              | Nassau             | The Bahamas                                                     | Nassau                                             | Inglês                                                                                                  |
| Bangladexe           | Daca               | Bangladesh বাংলাদেশ                                                 | Ḍhaka ঢাকা                                           | bengalês (Alfabeto bengalês)                                                                            |
| Barbados             | Bridgetown         | Barbados                                                        | Bridgetown                                         | Inglês                                                                                                  |
| Barém                | Manama             | Al-Baḥrayn البحرين                                              | Al-Manāmah المنامة                                 | Árabe (Alfabeto árabe)                                                                                  |
| Bielorrússia         | Minsque            | Belarus’ Беларусь Biełaruś Belorussiya or Belorussiâ Белоруссия | Minsk (Mensk) Мінск (Менск) Miensk Minsk Минск     | Bielorrusso (forma arcaica) (Alfabeto cirílico) (Alfabeto latino bielorrusso) Russa (Alfabeto cirílico) |
| Bélgica              | Bruxelas           | België Belgique Belgien                                         | Brussel Bruxelles Brüssel                          | Neerlandesa Francês Alemão                                                                              |
| Belize               | Belmopan           | Belize                                                          | Belmopan                                           | Inglês                                                                                                  |
| Benim                | Porto Novo Cotonu  | Bénin                                                           | Porto-Novo Cotonou                                 | Francês                                                                                                 |
| Bermudas             | Hamilton           | Bermuda                                                         | Hamilton                                           | Inglês                                                                                                  |
| Bolívia              | La Paz Sucre       | Bolivia Buliwya Wuliwya Volívia                                 | La Paz Chuqiyapu La Paz Sucre Chuqichaka Sukri N/D | Espanhol Quíchua Aimará Guarani                                                                         |
| Bonaire              | Kralendijk         | Bonaire Boneiru                                                 | Kralendijk                                         | Neerlandês Papiamentu                                                                                   |
| Bósnia e Herzegovina | Saraievo           | Bosna i Hercegovina Босна и Херцеговина                         | Sarajevo Сарајево                                  | Bosníaco, sérvio, croata (Alfabeto cirílico)                                                            |
| Botsuana             | Gaborone           | Botswana                                                        | Gaborone                                           | Inglês                                                                                                  |
| Brasil               | Brasília           | Brasil                                                          | Brasília                                           | Português                                                                                               |
| Brunei               | Bandar Seri Begauã | Brunei بروني                                                    | Bandar Seri Begawan باندر سري بڬاون                | Malaio (Escrita jawi)                                                                                   |
| Bulgária             | Sófia              | Bulgariya ou Bălgarija България                                 | Sofiya ou Sofija София                             | Búlgaro (Alfabeto cirílico)                                                                             |
| Burquina Fasso       | Uagadugu           | Burkina Faso                                                    | Ouagadougou                                        | Francês                                                                                                 |
| Burúndi              | Guitega            | Burundi                                                         | Gitega                                             | Kirundi Francês Inglês                                                                                  |
| Butão                | Timbu              | Druk Yul འབྲུག་ཡུལ                                                 | Thimphu ཐིམ་ཕུ                                       | Butanês                                                                                                 |

## C
| País (exónimo)                                                          | Capital (exónimo) | País (endónimo)                                            | Capital (endónimo)          | Línguas locais oficiais (alfabeto/escrita)            |
| ----------------------------------------------------------------------- | ----------------- | ---------------------------------------------------------- | --------------------------- | ----------------------------------------------------- |
| Cabo Verde                                                              | Praia             | Cabo Verde                                                 | Praia                       | Português                                             |
| Ilhas Caimão (português europeu) ou Ilhas Cayman (português brasileiro) | George Town       | Cayman Islands                                             | George Town                 | Inglês                                                |
| Camarões                                                                | Iaundé            | Cameroun Cameroon                                          | Yaoundé                     | Francês Inglês                                        |
| Camboja                                                                 | Pnom Pen          | Kampuchea កម្ពុជា                                             | Phnom Penh ភ្នំពេញ             | Cambojano (Alfabeto cambojano)                        |
| Canadá                                                                  | Otava             | Canada                                                     | Ottawa                      | Inglês Francês Línguas indígenas                      |
| Catar                                                                   | Doa               | Qaṭar قطر                                                  | Ad-Dawḥah الدوحة            | Árabe (Alfabeto árabe)                                |
| Cazaquistão                                                             | Astana            | Qazaqstan Қазақстан Kazakhstán Казахстан                   | Astana Астана Astana Астана | Cazaque (Alfabeto cirílico) Russo (Alfabeto cirílico) |
| República Centro-Africana                                               | Bangui            | République Centrafricaine Ködörösêse tî Bêafrîka           | Bangui Bangî                | Francês Sango                                         |
| Chade                                                                   | Jamena            | Tchad Tšād تشاد                                            | Ndjamena Nijāmīnā نجامينا   | Francês Árabe (Alfabeto árabe)                        |
| Chéquia (português europeu) ou Tchéquia (português brasileiro)          | Praga             | Česká republika Česko                                      | Praha                       | Checo                                                 |
| Chile                                                                   | Santiago          | Chile                                                      | Santiago                    | Espanhol                                              |
| República da China ou Taiwan                                            | Taipé             | Zhōnghuá Mínguó ou Táiwan 中華民國 ou 臺灣/台灣            | Táiběi 臺北/台北            | Chinês (Caracteres chineses tradicionais)             |
| República Popular da China                                              | Pequim            | Zhōngguó (Zhōnghuá Rénmín Gònghéguó) 中国 (中华人民共和国) | Běijīng 北京                | Chinês mandarim (Caracteres chineses simplificados)   |
| Chipre                                                                  | Nicósia           | Kypros Κύπρος Kıbrıs                                       | Lefkosia Λευκωσία Lefkoşa   | Grega (Alfabeto grego) Turkish                        |
| República Turca de Chipre do Norte                                      | Nicósia           | Kuzey Kıbrıs Türk Cumhuriyeti                              | Lefkoşa                     | Turco                                                 |
| Cisjordânia ver em Palestina                                            |                   |                                                            |                             |                                                       |
| Ilhas Cocos (Keeling)                                                   | Ilha Ocidental    | Cocos (Keeling) Islands                                    | West Island                 | Inglês                                                |
| Colômbia                                                                | Bogotá            | Colombia                                                   | Bogotá                      | Espanhol                                              |
| Comores                                                                 | Moroni            | Komori Juzur al-Qamar جزر القمر Comores                    | Moroni موروني Moroni        | Comoriano Árabe (Alfabeto árabe) Francês              |
| República do Congo                                                      | Brazavile         | Congo                                                      | Brazzaville                 | Francês                                               |
| República Democrática do Congo                                          | Quinxasa          | Congo                                                      | Kinshasa                    | Francês                                               |
| Ilhas Cook                                                              | Avarua            | Cook Islands Kūki 'Āirani                                  | Avarua                      | Inglês Maori das Ilhas Cook                           |
| Coreia (do Norte)                                                       | Pionguiangue      | Chosŏn na CdN 조선 / 朝鮮 Buk-han na CdS 북한 / 北韓       | P'yŏngyang 평양 / 平壌      | Coreano (Hangul/Hanja)                                |
| Coreia (do Sul)                                                         | Seul              | Hanguk na CdS 한국 / 韓國 Nam-josŏn na CdN 남조선 / 南朝鮮 | Seoul 서울                  | Coreano (Hangul/Hanja)                                |
| Kosovo                                                                  | Pristina          | Kosova Kosovo Косово                                       | Prishtinë Priština Приштина | Albanês Sérvio (Alfabeto cirílico)                    |
| Costa do Marfim                                                         | Iamussucro Abijão | Côte d'Ivoire                                              | Yamoussoukro Abidjan        | Francês                                               |
| Costa Rica                                                              | São José          | Costa Rica                                                 | San José                    | Espanhol                                              |
| Croácia                                                                 | Zagrebe           | Hrvatska                                                   | Zagreb                      | Croata                                                |
| Cuba                                                                    | Havana            | Cuba                                                       | La Habana                   | Espanhol                                              |
| Curaçau                                                                 | Willemstad        | Curaçao Kòrsou                                             | Willemstad                  | Neerlandês Papiamentu                                 |

## D
| País (exónimo)       | Capital (exónimo) | País (endónimo)      | Capital (endónimo) | Línguas locais oficiais (alfabeto/escrita) |
| -------------------- | ----------------- | -------------------- | ------------------ | ------------------------------------------ |
| Dinamarca            | Copenhaga         | Danmark              | København          | Dinamarquês                                |
| Dominica             | Roseau            | Dominica             | Roseau             | Inglês                                     |
| República Dominicana | São Domingos      | República Dominicana | Santo Domingo      | Espanhola                                  |

## E
| País (exónimo)                                                   | Capital (exónimo)                                         | País (endónimo)                                                                                               | Capital (endónimo)                       | Línguas locais oficiais (alfabeto/escrita)                  |
| ---------------------------------------------------------------- | --------------------------------------------------------- | --- | ---------------------------------------- | ----------------------------------------------------------- |
| Egito                                                            | Cairo                                                     | Misr ou Masr مصر                                                                                              | Al-Qāhirah القاهرة                       | Árabe (Alfabeto árabe)                                      |
| Emirados Árabes Unidos                                           | Abu Dabi                                                  | Al-’Imārat Al-‘Arabiyyah Al-Muttaḥidah الإمارات العربيّة المتّحدة                                               | ‘Abū ẓabī أبوظبي                         | Árabe (Alfabeto árabe)                                      |
| Equador                                                          | Quito                                                     | Ecuador | Quito                                    | Espanhol                                                    |
| Eritreia                                                         | Asmara                                                    | Iritriya إرتريا Erta ኤርትራ                                                                                     | Asmaraa أسمرا Asmära አሥመራ                | Árabe (Alfabeto árabe) Tigrínia (Alfabeto tigrínia)         |
| Eslováquia                                                       | Bratislava                                                | Slovensko | Bratislava                               | Eslovaco                                                    |
| Eslovénia(português europeu) ou Eslovênia (português brasileiro) | Liubliana                                                 | Slovenija | Ljubljana                                | Esloveno                                                    |
| Espanha                                                          | Madrid(português europeu) ou Madri (português brasileiro) | España Espanya Espainia Espanha                                                                               | Madrid Madril Madrid                     | Espanhol/Galego Catalão Basco Aranês                        |
| Essuatíni                                                        | Mbabane                                                   | Swaziland | Mbabane                                  | Inglês                                                      |
| Estados Unidos da América                                        | Washington, D.C.                                          | United States ou America Estados Unidos ou América États-Unis ou Amérique 'Amelika-hui-pu-'ia ou 'Amelika-hui | Washington D.C. Wakinekona ou Wasinetona | Inglês Espanhol Francês Línguas indígenas HavaianoPortugues |
| Estónia(português europeu) ou Estônia (português brasileiro)     | Talim                                                     | Eesti | Tallinn                                  | Estónico                                                    |
| Esvalbarda                                                       | Longyearbyen                                              | Svalbard | Longyearbyen                             | Norueguês                                                   |
| Etiópia                                                          | Adis Abeba                                                | Ityop'ia ኢትዮጲያ ኢትዮጵያ                                                                                          | Addis Abäba አዲስ አበባ                      | Amárico                                                     |

## F
| País (exónimo) | Capital (exónimo) | País (endónimo)                       | Capital (endónimo)   | Línguas locais oficiais (alfabeto/escrita)            |
| -------------- | ----------------- | ------------------------------------- | -------------------- | ----------------------------------------------------- |
| Ilhas Féroe    | Tórshavn          | Føroyar Færøerne                      | Tórshavn Thorshavn   | Feroês Dinamarquês                                    |
| Fiji           | Suva              | Fiji Viti फ़िजी                          | Suva                 | Inglês Fijiano Hindustano                             |
| Filipinas      | Manila            | Pilipinas Philippines Filipinas ᜉᜒᜎᜒᜉᜒᜈᜐ᜔ | Maynila Manila ᜋᜈᜒᜎ   | Filipino / Tagalo Inglês Espanhol (Alfabeto baybayin) |
| Finlândia      | Helsínquia        | Suomi Finland                         | Helsinki Helsingfors | Finlandês Sueco                                       |
| França         | Paris             | France                                | Paris                | Francês                                               |

## G
| País (exónimo)                                                        | Capital (exónimo)   | País (endónimo)               | Capital (endónimo)                | Línguas locais oficiais (alfabeto/escrita) |
| --------------------------------------------------------------------- | ------------------- | ----------------------------- | --------------------------------- | ------------------------------------------ |
| Gabão                                                                 | Librevile           | Gabon                         | Libreville                        | Francês                                    |
| Gâmbia                                                                | Banjul              | The Gambia                    | Banjul                            | Inglês                                     |
| Gana                                                                  | Acra                | Ghana                         | Accra                             | Inglês                                     |
| Geórgia                                                               | Tiblíssi            | Sak'art'velo საქართველო       | Tbilisi თბილისი                   | Georgiano (Alfabeto georgiano)             |
| Gibraltar                                                             | Gibraltar           | Gibraltar                     | Gibraltar                         | Inglês                                     |
| Granada                                                               | Saint George's      | Grenada                       | St. George's                      | Inglês                                     |
| Grécia                                                                | Atenas              | Hellas Ελλάς or Ellada Ελλάδα | Athinai Αθήναι ou Athina Αθήνα    | Grego (Alfabeto grego)                     |
| Gronelândia (português europeu) ou Groenlândia (português brasileiro) | Nuuk                | Kalaallit Nunaat Grønland     | Nuuk Godthåb                      | Gronelandês Dinamarquês                    |
| Guadalupe                                                             | Basse-Terre         | Guadeloupe                    | Basse-Terre                       | Francês                                    |
| Guame                                                                 | Hagåtña             | Guam                          | Hagåtña                           | Inglês                                     |
| Guatemala                                                             | Cidade da Guatemala | Guatemala                     | La Nueva Guatemala de la Asunción | Espanhol                                   |
| Guérnesei                                                             | Saint Peter Port    | Guernsey                      | St Peter Port                     | Inglês                                     |
| Guiana                                                                | Georgetown          | Guyanna                       | Georgetown                        | Inglês                                     |
| Guiana Francesa                                                       | Caiena              | Guyane                        | Cayenne                           | Francês                                    |
| Guiné                                                                 | Conacri             | Guinée Gine                   | Conakry Kɔnakiri Konakiri         | Francês Maninka, Susu Pular                |
| Guiné-Bissau                                                          | Bissau              | Guiné-Bissau                  | Bissau                            | Português                                  |
| Guiné Equatorial                                                      | Malabo              | Guinea Ecuatorial             | Malabo                            | Espanhol                                   |

## H
| País (exónimo)                | Capital (exónimo) | País (endónimo) | Capital (endónimo)       | Línguas locais oficiais (alfabeto/escrita) |
| ----------------------------- | ----------------- | --------------- | ------------------------ | ------------------------------------------ |
| Haiti                         | Porto Príncipe    | Haïti Ayiti     | Port-au-Prince Pòtoprens | Francês Crioulo haitiano                   |
| Holanda ver em Países Baixos. |                   |                 |                          |                                            |
| Honduras                      | Tegucigalpa       | Honduras        | Tegucigalpa              | Espanhol                                   |
| Hong Kong ver em China.       |                   |                 |                          |                                            |
| Hungria                       | Budapeste         | Magyarország    | Budapest                 | Húngaro                                    |

## I
| País (exónimo)                                            | Capital (exónimo)                                           | País (endónimo) | Capital (endónimo) | Línguas locais oficiais (alfabeto/escrita) |
| --------------------------------------------------------- | ----------------------------------------------------------- | --- | --- | --- |
| Iémen (português europeu) ou Iêmen (português brasileiro) | Sana                                                        | Al-Yaman اليمن | Ṣan‘ā’ ‫ﺻﻨﻌﺎﺀ‬ | Árabe (Alfabeto árabe) |
| Índia                                                     | Nova Deli                                                   | Bharôt ভাৰত Bharot ভারত India Bhārat ભારત Bhārat, Hindustān भारत, हिंदुस्तान Bhārata ಭಾರತ Hindōstān ہندوستان Bhārat भारत Inḍya, Bhāratam ഇന്ത്യ, ഭാരതം Bhārat भारत Bhārat भारत Bharôtô ଭାରତ Bhārat, Hindustān ਭਾਰਤ, ਹਿੰਦੁਸਤਾਨ Bhāratam भारतम् Bhāratu, Hindustānu ڀارت، هندستان Indiyā, Bārata இந்தியா, பாரத Bhāratadēsham భారత దేశం Hindostān, Bhārat ہندوستان، بھارت | Nôtun Dilli নয়া দিল্লী Nôea Dilli নয়া দিল্লী New Delhi Navī Dilhī નવી દિલ્હી Naī Dillī नई दिल्ली Nava Dehali ನವ ದೆಹಲಿ Dilī دِلى Navī Dillī नवी दिल्ली Nyūḍalhi ന്യൂഡല്ഹി Navī Dillī नवी दिल्ली Nayā̃ Dillī नयाँ दिल्ली Nūadillī ନୂଆଦିଲ୍ଲୀ Navīñ Dillī ਨਵੀਂ ਦਿੱਲੀ Nava Dehalī दिल्ली Naīñ Dihlī نئين دهلي Puduḍilli புதுடில்லி Kothaḍhillī కొత్త ఢిల్లీ Naī Dĕhlī, Naī Dillī نئی دہلی، نئی دلی | Assamês (Alfabeto assamês) Bengalês (Alfabeto bengalês) Inglês Guzerate (Alfabeto guzarate) Híndi (Alfabeto devanágari) Canarês (Alfabeto canarês) Caxemira (Alfabeto perso-árabe) Concânio (Alfabeto devanágari) Malaiala (Alfabeto malaiala) Marata (Alfabeto devanágari) Nepalês (Alfabeto devanágari) Oriá (Alfabeto oriá) Panjabi (Alfabeto gurmukhī) Sânscrito Alfabeto devanágari Sindi (Alfabeto perso-árabe) Tâmil (Alfabeto tâmil) Telugu (Alfabeto telugu) Urdu (Alfabeto perso-árabe) |
| Indonésia                                                 | Jacarta                                                     | Indonesia | Jakarta | Indonésio |
| Irão (português europeu) ou Irã (português brasileiro)    | Teerão (português europeu) ou Teerã (português brasileiro)  | Īrān ایران | Tehrān تهران | Persa (Alfabeto perso-árabe) |
| Iraque                                                    | Bagdade (português europeu) ou Bagdá (português brasileiro) | Al-'Iraq العراق | Baghdad بغداد | Árabe e curdo (Alfabeto árabe) |
| Irlanda                                                   | Dublim                                                      | Éire Ireland | Baile Átha Cliath Dublin | Irlandês Inglês |
| Islândia                                                  | Reiquiavique                                                | Ísland | Reykjavík | Islandês |
| Israel                                                    | Jerusalém                                                   | Yisrael ישראל Isrā'īl إسرائيل | Yerushalayim ירושלים Al-Quds القدس | Hebraico (Alfabeto hebraico) Árabe (Alfabeto árabe) |
| Itália                                                    | Roma                                                        | Italia | Roma | Língua italiana |

## J
| País (exónimo)                                       | Capital (exónimo) | País (endónimo)        | Capital (endónimo)                  | Línguas locais oficiais (alfabeto/escrita) |
| ---------------------------------------------------- | ----------------- | ---------------------- | ----------------------------------- | ------------------------------------------ |
| Jamaica                                              | Kingston          | Jamaica                | Kingston                            | Inglês                                     |
| Japão                                                | Tóquio            | Nippon ou Nihon 日本   | Tōkyō 東京                          | Japonês (Kanji/Hiragana/Katakana)          |
| Jérsia                                               | Saint Helier      | Jersey Jèrri           | St. Helier Saint Hélier Saint Hélyi | Inglês Francês Jersês                      |
| Jibuti ou Djibuti (português e português do Brasil ) | Jibuti            | Jībūtī جيبوتي Djibouti | Jībūtī جيبوتي Djibouti              | Árabe (Alfabeto árabe) Francês             |
| Jordânia                                             | Amã               | Al-’Urdun الأردن       | ‘Ammān عمان                         | Árabe (Alfabeto árabe)                     |

## K
| País (exónimo) | Capital (exónimo) | País (endónimo)               | Capital (endónimo)               | Línguas locais oficiais (alfabeto/escrita) |
| -------------- | ----------------- | ----------------------------- | -------------------------------- | ------------------------------------------ |
| Kuwait         | Cidade do Kuwait  | 'Dawlat al-Kuwayt دولة الكويت | '‘Madinat Al-Kuwayt مدينة الكويت | Árabe (Alfabeto árabe)                     |

## L
| País (exónimo)                                               | Capital (exónimo)                                                 | País (endónimo)                 | Capital (endónimo)              | Línguas locais oficiais (alfabeto/escrita) |
| ------------------------------------------------------------ | ----------------------------------------------------------------- | ------------------------------- | ------------------------------- | ------------------------------------------ |
| Laos                                                         | Vienciana (português europeu) ou Vientiane (português brasileiro) | Lao ລາວ                         | Vientiane ou Vieng Chan ວຽງຈັນ   | Lau (Alfabeto lau)                         |
| Lesoto                                                       | Maseru                                                            | Lesotho                         | Maseru                          | Soto do sul, inglês                        |
| Letónia(português europeu) ou Letônia (português brasileiro) | Riga                                                              | Latvija                         | Rīga                            | Letão                                      |
| Líbano                                                       | Beirute                                                           | Lubnān لبنان                    | Bayrūt بيروت                    | Árabe (Alfabeto árabe)                     |
| Libéria                                                      | Monróvia                                                          | Liberia                         | Monrovia                        | Inglês                                     |
| Líbia                                                        | Trípoli                                                           | Lībiyā ليبيا                    | Tarabulus طرابلس                | Árabe (Alfabeto árabe)                     |
| Listenstaine                                                 | Vaduz                                                             | Liechtenstein                   | Vaduz                           | Alemão                                     |
| Lituânia                                                     | Vilnius                                                           | Lietuva                         | Vilnius                         | Lituano                                    |
| Luxemburgo                                                   | Luxemburgo                                                        | Lëtzebuerg Luxemburg Luxembourg | Lëtzebuerg Luxemburg Luxembourg | Luxemburguês Alemão Francês                |

## M
| País (exónimo)                                                      | Capital (exónimo)                                           | País (endónimo)                 | Capital (endónimo)                   | Línguas locais oficiais (alfabeto/escrita)                    |
| ------------------------------------------------------------------- | ----------------------------------------------------------- | ------------------------------- | ------------------------------------ | ------------------------------------------------------------- |
| Macau área autónoma                                                 | Macau                                                       | Aomen 澳門 Macau                | Aomen 澳門 Macau                     | Chinês Cantonês (Caracteres chineses simplificados) Português |
| Macedónia do Norte                                                  | Escópia                                                     | Makedonija Македонија           | Skopje Скопје                        | Macedónio (Alfabeto cirílico)                                 |
| Madagáscar (português europeu) ou Madagascar (português brasileiro) | Antananarivo                                                | Madagasikara Madagascar         | Antananarivo Antananarivo/Tananarive | Malgaxe Francês                                               |
| Maiote                                                              | Mamudzu                                                     | Mayotte                         | Mamoudzou                            | Francês                                                       |
| Malásia                                                             | Cualalampur                                                 | Malaysia                        | Kuala Lumpur                         | Malaio                                                        |
| Maláui                                                              | Lilongué                                                    | Malawi                          | Lilongwe                             | Inglês, nianja                                                |
| Maldivas                                                            | Malé                                                        | Dhivehi Raajje ދިވެހިރާއްޖެ           | Malé މާލެ                              | Maldívio (Alfabeto thaana)                                    |
| Mali                                                                | Bamaco                                                      | Mali                            | Bamakɔ                               | Bambara                                                       |
| Malta                                                               | Valeta                                                      | Malta                           | Valletta ou Il-Belt Valletta         | Maltês                                                        |
| Ilhas Malvinas/Falkland                                             | Stanley                                                     | Falkland Islands                | Stanley                              | Inglês                                                        |
| Ilha de Man                                                         | Douglas                                                     | Isle of Man Ellan Vannin        | Douglas Doolish                      | Inglês Manês                                                  |
| Ilhas Marshall                                                      | Majuro                                                      | Marshall Islands                | Majuro                               | Inglês, Marshallino                                           |
| Ilhas Marianas do Norte                                             | Saipão                                                      | Northern Mariana Islands        | Saipan                               | Inglês                                                        |
| Marrocos                                                            | Rabat                                                       | Al-Maghrib المغرب               | Rabat رباط                           | Árabe (Alfabeto árabe) Berebere (Alfabeto tifinague)          |
| Martinica                                                           | Forte-de-França                                             | Martinique                      | Fort-de-France                       | Francês                                                       |
| Maurícia                                                            | Porto Luís                                                  | Maurice                         | Port Louis                           | Inglês Francês                                                |
| Mauritânia                                                          | Nuaquechote                                                 | Mauritanie Mūrītāniyā موريتانيا | Nouakchott نواكشوط                   | Francês Árabe (Árabe)                                         |
| México                                                              | Cidade do México                                            | México                          | Ciudad de México                     | Espanhol                                                      |
| Mianmar                                                             | Naipidau                                                    | Myanmar မြန်မာ                     | Nay Pyi Taw နေပြည်တော်                     | Birmanês (Alfabeto birmanês)                                  |
| Estados Federados da Micronésia                                     | Palikir                                                     | Federated States of Micronesia  | Palikir                              | Inglês                                                        |
| Moçambique                                                          | Maputo                                                      | Moçambique                      | Maputo                               | Português                                                     |
| Moldávia                                                            | Quixinau                                                    | Moldova                         | Chișinău                             | Romeno                                                        |
| Moldova Transnístria ver em Transdniéstria.                         |                                                             |                                 |                                      |                                                               |
| Mónaco (português europeu) ou Mônaco (português brasileiro)         | Mónaco (português europeu) ou Mônaco (português brasileiro) | Monaco                          | Monaco                               | Francês                                                       |
| Mongólia                                                            | Ulã Bator                                                   | Mongol Uls Монгол Улс           | Ulaanbaatar Улаанбаатар              | Mongol (Alfabeto cirílico)                                    |
| Monserrate                                                          | Brades Estate                                               | Montserrat                      | Brades Estate                        | Inglês                                                        |
| Montenegro                                                          | Podgóritsa                                                  | Crna Gora Црна Гора             | Podgorica Подгорица                  | Montenegrino                                                  |

## N
| País (exónimo)                                                             | Capital (exónimo) | País (endónimo)      | Capital (endónimo)                                       | Línguas locais oficiais (alfabeto/escrita) |
| -------------------------------------------------------------------------- | ----------------- | -------------------- | -------------------------------------------------------- | ------------------------------------------ |
| Namíbia                                                                    | Vinduque          | Namibia              | Windhoek                                                 | Inglês Alemão Africâner                    |
| Ilha do Natal (português europeu) ou Ilha Christmas (português brasileiro) | Flying Fish Cove  | Christmas Island     | Flying Fish Cove                                         | Inglês                                     |
| Nauru                                                                      | Yaren (de facto)  | Nauru Naoero         | Yaren                                                    | Inglês Nauruano                            |
| Neerlândia ver em Países Baixos                                            |                   |                      |                                                          |                                            |
| Nepal                                                                      | Catmandu          | Nepāla नेपाल           | Kāṭhamāṇḍauṃ काठमाण्डौं Kāntipura कान्तिपुर Kāṣṭhamaṇḍapa काष्ठमण्डप | Nepalês (Alfabeto devanágari)              |
| Nicarágua                                                                  | Manágua           | Nicaragua            | Managua                                                  | Espanhol                                   |
| Níger                                                                      | Niamei            | Niger                | Niamey                                                   | Francês                                    |
| Nigéria                                                                    | Abuja             | Nigeria              | Abuja                                                    | Inglês, haúça, ibo, iorubá                 |
| Niue                                                                       | Alofi             | Niue                 | Alofi                                                    | Niueano, inglês                            |
| Ilha Norfolk                                                               | Kingston          | Norfolk Island       | Kingston                                                 | Inglês                                     |
| Noruega                                                                    | Oslo              | Norge Noreg          | Oslo                                                     | Norueguês antigo Norueguês moderno         |
| Nova Caledónia                                                             | Numea             | Nouvelle-Calédonie   | Nouméa                                                   | Francês                                    |
| Nova Zelândia                                                              | Wellington        | New Zealand Aotearoa | Wellington Poneke/Te Whanganui-a-Tara                    | Inglês Maori                               |

## O
| País (exónimo) | Capital (exónimo) | País (endónimo)                                                                            | Capital (endónimo)                                  | Línguas locais oficiais (alfabeto/escrita) |
| -------------- | ----------------- | ------------------------------------------------------------------------------------------ | --------------------------------------------------- | ------------------------------------------ |
| Omã            | Mascate           | ‘Umān عُمان                                                                                 | Masqaṭ مسقط                                         | Árabe (Alfabeto árabe)                     |
| Ossétia do Sul | Tskhinval         | Khussar Iryston Хуссар Ирыстон Samkhret Oseti სამხრეთი ოსეთი Южная Осетия Yuzhnaya Osetiya | Chreba Чъреба Tskhinvali ცხინვალი Tskhinval Цхинвал | Osseta Georgiano Russo                     |

## P
| País (exónimo)                                                | Capital (exónimo)                                                     | País (endónimo)                | Capital (endónimo)                                       | Línguas locais oficiais (alfabeto/escrita) |
| ------------------------------------------------------------- | --------------------------------------------------------------------- | ------------------------------ | -------------------------------------------------------- | ------------------------------------------ |
| Países Baixos                                                 | Amesterdão(português europeu) ou Amsterdã (português brasileiro) Haia | Nederland                      | Amsterdam Den Haag/'s-Gravenhage                         | Neerlandês                                 |
| Palau                                                         | Ngerulmud                                                             | Palau Belau                    | Ngerulmud                                                | Inglês Palauano                            |
| Palestina                                                     | Ramallah Gaza                                                         | Filastīn فلسطين                | Rāmallāh رام الله Ġazzah غزة \|\| Árabe (Alfabeto árabe) |                                            |
| Panamá                                                        | Cidade do Panamá                                                      | Panamá                         | Panamá                                                   | Espanhol                                   |
| Papua Nova Guiné                                              | Porto Moresby                                                         | Papua New Guinea Papua Niugini | Port Moresby Pot Mosbi                                   | Inglês Tok Pisin Hiri Motu                 |
| Paquistão                                                     | Islamabade                                                            | Pakistan Pākistān پاکستان      | Islamabad Islāmabād اسلام‌اباد                            | Inglês Urdu (Alfabeto perso-árabe)         |
| Paraguai                                                      | Assunção                                                              | Paraguay Paraguái              | Asunción Paraguay                                        | Espanhol Guarani                           |
| Peru                                                          | Lima                                                                  | Perú                           | Lima                                                     | Espanhol                                   |
| Ilhas Pitcairn                                                | Adamstown                                                             | Pitcairn Islands               | Adamstown                                                | Inglês                                     |
| Polinésia Francesa                                            | Papeete                                                               | Polynésie française            | Papeete                                                  | Francês                                    |
| Polónia (português europeu) ou Polônia (português brasileiro) | Varsóvia                                                              | Polska                         | Warszawa                                                 | Polaco                                     |
| Porto Rico                                                    | São João                                                              | Puerto Rico                    | San Juan                                                 | Espanhol                                   |
| Portugal                                                      | Lisboa                                                                | Portugal                       | Lisboa                                                   | Português                                  |

## Q
| País (exónimo)                                              | Capital (exónimo) | País (endónimo)                          | Capital (endónimo)            | Línguas locais oficiais (alfabeto/escrita)             |
| ----------------------------------------------------------- | ----------------- | ---------------------------------------- | ----------------------------- | ------------------------------------------------------ |
| Quénia (português europeu) ou Quênia (português brasileiro) | Nairóbi           | Kenya                                    | Nairobi                       | Inglês, suaíli                                         |
| Quirguistão                                                 | Bisqueque         | Kyrgyzstan Кыргызстан Kirgizija Киргизия | Bishkek Бишкек Bishkek Бишкек | Quirguiz (Alfabeto cirílico) Russo (Alfabeto cirílico) |
| Quiribáti                                                   | Taraua            | Kiribati                                 | Tarawa                        | Inglês, gilbertês                                      |

## R
| País (exónimo)                                               | Capital (exónimo)                                            | País (endónimo)                                                                     | Capital (endónimo)                      | Línguas locais oficiais (alfabeto/escrita)    |
| ------------------------------------------------------------ | ------------------------------------------------------------ | ----------------------------------------------------------------------------------- | --------------------------------------- | --------------------------------------------- |
| Reino Unido                                                  | Londres                                                      | United Kingdom Y Deyrnas Unedig Unitit Kinrick Rìoghachd Aonaichte Ríocht Aontaithe | London Llundain Lunnon Lunnainn Londain | Inglês Galês Escocês Gaélico escocês Irlandês |
| Reunião                                                      | São Dinis                                                    | Réunion                                                                             | Saint-Denis                             | Francês                                       |
| Roménia(português europeu) ou Romênia (português brasileiro) | Bucareste                                                    | România                                                                             | București                               | Romeno                                        |
| Ruanda                                                       | Quigali                                                      | Rwanda                                                                              | Kigali                                  | Francês, kinyarwanda, inglesa                 |
| Rússia                                                       | Moscovo (português europeu) ou Moscou (português brasileiro) | Rossiya ou Rossiâ Россия1                                                           | Moskva Москва                           | Russo (Alfabeto cirílico)                     |

## S
| País (exónimo)                            | Capital (exónimo)         | País (endónimo)                                                                                  | Capital (endónimo)                                  | Línguas locais oficiais (alfabeto/escrita)                                 |
| ----------------------------------------- | ------------------------- | ------------------------------------------------------------------------------------------------ | --------------------------------------------------- | -------------------------------------------------------------------------- |
| República Árabe Saariana Democrática      | El Aiune                  | Al-Jumhūrīyya al-`Arabīyya aṣ-Ṣaḥrāwīyya ad-Dīmuqrāṭīyya الجمهورية العربية الصحراوية الديمقراطية | Laâyoune العيون                                     | Árabe (Alfabeto árabe)                                                     |
| Saba                                      | The Bottom                | Saba                                                                                             | The Bottom                                          | Neerlandês, inglês                                                         |
| Ilhas Salomão                             | Honiara                   | Solomon Islands                                                                                  | Honiara                                             | Inglês                                                                     |
| El Salvador                               | São Salvador              | El Salvador                                                                                      | San Salvador                                        | Espanhola                                                                  |
| Samoa                                     | Apia                      | Samoa                                                                                            | Apia                                                | Língua inglesa                                                             |
| Samoa Americana                           | Pago Pago                 | Amerika Sāmoa American Samoa                                                                     | Pago Pago                                           | Samoano Inglês                                                             |
| Santa Helena, Ascensão e Tristão da Cunha | Jamestown                 | Saint Helena, Ascension and Tristan da Cunha                                                     | Jamestown                                           | Inglês                                                                     |
| Santa Lúcia                               | Castries                  | Saint Lucia                                                                                      | Castries                                            | Inglês                                                                     |
| Santo Eustáquio                           | Oranjestad                | Sint Eustatius                                                                                   | Oranjestad                                          | Neerlandês, inglês                                                         |
| São Bartolomeu                            | Gustávia                  | Saint-Barthélemy                                                                                 | Gustavia                                            | Francês                                                                    |
| São Cristóvão e Neves                     | Basseterre                | Saint Kitts and Nevis                                                                            | Basseterre                                          | Inglês                                                                     |
| São Marinho                               | São Marinho               | San Marino                                                                                       | San Marino                                          | Italiano                                                                   |
| São Martinho (Saint-Martin)               | Marigot                   | Saint-Martin                                                                                     | Marigot                                             | Francês                                                                    |
| São Martinho (Sint Maarten)               | Philipsburg               | Sint Maarten                                                                                     | Philipsburg                                         | Neerlandês, inglês                                                         |
| São Pedro e Miquelão                      | São Pedro                 | Saint-Pierre et Miquelon                                                                         | Saint-Pierre                                        | Francês                                                                    |
| São Tomé e Príncipe                       | São Tomé                  | São Tomé e Príncipe                                                                              | São Tomé                                            | Português                                                                  |
| São Vicente e Granadinas                  | Kingstown                 | Saint Vincent and the Grenadines                                                                 | Kingstown                                           | Inglês                                                                     |
| Seicheles                                 | Vitória                   | Sesel Seychelles                                                                                 | Victoria                                            | Criolo seichelense Francês Inglês                                          |
| Senegal                                   | Dacar                     | Sénégal                                                                                          | Dakar                                               | Francês                                                                    |
| Seri Lanca                                | Seri Jaiavardenapura-Cota | Sri Lankā ශ්‍රී ලංකාව ஸ்ரீ லங்க                                                                           | Sri Jayawadenapura Kotte ශ්‍රී ජයවර්ධනපුර කෝට්ටේ கொழும்பு        | Cingalês Tâmil                                                             |
| Serra Leoa                                | Freetown                  | Sierra Leone                                                                                     | Freetown                                            | Inglês                                                                     |
| Sérvia                                    | Belgrado                  | Srbija Србија                                                                                    | Beograd Београд                                     | Sérvio (Alfabeto cirílico)                                                 |
| Singapura                                 | Singapura                 | Singapura Singapore Xīnjiāpō 新加坡 Singapur சிங்கப்பூர்                                              | Singapura Singapore Xīnjiāpō 新加坡 Singapur சிங்கப்பூர் | Malaia Inglês Chinês mandarim (Chinês simplificado) Tâmil (Alfabeto tâmil) |
| Síria                                     | Damasco                   | Suriyah سورية                                                                                    | Dimashq / Ash-Sham الشام / دمشق                     | Árabe (Alfabeto árabe)                                                     |
| Somália                                   | Mogadíscio                | Soomaaliya aş-Şūmāl الصومال                                                                      | Muqdisho Maqadīshū مقديشو                           | Somaliano Árabe (Alfabeto árabe)                                           |
| Somalilândia                              | Hargeisa                  | Somaliland Soomaaliland Ṣūmāliland صوماللاند‎                                                     | Hargeisa Hargaysa Harǧaysā هرجيسا‎                   | Inglês Somaliano Árabe (Alfabeto árabe)                                    |
| Sudão                                     | Cartum                    | As-Sudan السودان                                                                                 | Al-Khartûm الخرطوم                                  | Árabe (Alfabeto árabe)                                                     |
| Sudão do Sul                              | Juba                      | South Sudan                                                                                      | Juba                                                | Inglês                                                                     |
| Suécia                                    | Estocolmo                 | Sverige                                                                                          | Stockholm                                           | Sueco                                                                      |
| Suíça                                     | Berna                     | Schweiz Suisse Svizzera Svizra                                                                   | Bern Berne Berna                                    | Alemão Francês Italiano Romanche                                           |
| Suriname                                  | Paramaribo                | Suriname                                                                                         | Paramaribo                                          | Neerlandês                                                                 |

## T
| País (exónimo)                               | Capital (exónimo)       | País (endónimo)                                                                  | Capital (endónimo)                               | Línguas locais oficiais (alfabeto/escrita)                     |
| -------------------------------------------- | ----------------------- | -------------------------------------------------------------------------------- | ------------------------------------------------ | -------------------------------------------------------------- |
| Tailândia                                    | Banguecoque             | Mueang Thai, Prathet Thai, Ratcha-anachak Thai เมืองไทย, ประเทศไทย, ราชอาณาจักรไทย | Krung Thep Maha Nakhon กรุงเทพฯ, กรุงเทพมหานคร     | Tailandês                                                      |
| Taiwan (ver em "República da China")         |                         |                                                                                  |                                                  |                                                                |
| Tajiquistão                                  | Duxambé                 | Tojikistan Тоҷикистон                                                            | Dushanbe Душанбе                                 | Tajique (Alfabeto cirílico)                                    |
| Tanzânia                                     | Dodoma                  | Tanzania                                                                         | Dodoma                                           | Inglês                                                         |
| República Tcheca ou Tchéquia ver em Chéquia. |                         |                                                                                  |                                                  |                                                                |
| Timor-Leste                                  | Díli                    | Timor Lorosa'e Timor-Leste                                                       | Díli                                             | Tétum Português                                                |
| Togo                                         | Lomé                    | Togo                                                                             | Lomé                                             | Francês                                                        |
| Tonga                                        | Nukuʻalofa              | Tonga                                                                            | Nukuʻalofa                                       | Tonganês                                                       |
| Toquelau                                     |                         | Tokelau                                                                          |                                                  | Inglês                                                         |
| Transdniéstria                               | Tiraspol                | Pridnestrovye Приднестровье Pridnistrov'ya Придністров'я Transnistria            | Tiraspol' Тирасполь Tyraspol' Тирасполь Tiraspol | Russo (Alfabeto cirílico) Ucraniano (Alfabeto cirílico) Romeno |
| Transjordânia ver em Jordânia                |                         |                                                                                  |                                                  |                                                                |
| Trindade e Tobago                            | Porto de Espanha        | Trinidad e Tobago                                                                | Port of Spain                                    | Inglês                                                         |
| Tunísia                                      | Tunes                   | Tunis تونس                                                                       | Tunis تونس                                       | Árabe (Alfabeto árabe)                                         |
| Ilhas Turcas e Caicos                        | Cockburn Town           | Turks and Caicos Islands                                                         | Cockburn Town                                    | Inglês                                                         |
| Turcomenistão                                | Asgabate                | Türkmenistan                                                                     | Aşgabat                                          | Turcomeno                                                      |
| Turquia                                      | Ancara                  | Türkiye                                                                          | Ankara                                           | Turco                                                          |
| Tuvalu                                       | Fongafale (em Funafuti) | Tuvalu                                                                           | Fongafale                                        | Inglês                                                         |

## U
| País (exónimo) | Capital (exónimo)                                                   | País (endónimo) | Capital (endónimo) | Línguas locais oficiais (alfabeto/escrita) |
| -------------- | ------------------------------------------------------------------- | --------------- | ------------------ | ------------------------------------------ |
| Ucrânia        | Quieve                                                              | Ukraїna Україна | Kyїv Київ          | Ucraniano (Alfabeto cirílico)              |
| Uganda         | Campala                                                             | Uganda          | Kampala            | Inglês                                     |
| Uruguai        | Montevideu (português europeu) ou Montevidéu (português brasileiro) | Uruguay         | Montevideo         | Espanhol                                   |
| Usbequistão    | Tasquente                                                           | O'zbekiston     | Toshkent           | Usbeque                                    |

## V
| País (exónimo)                                                | Capital (exónimo)  | País (endónimo)              | Capital (endónimo) | Línguas locais oficiais (alfabeto/escrita) |
| ------------------------------------------------------------- | ------------------ | ---------------------------- | ------------------ | ------------------------------------------ |
| Vanuatu                                                       | Porto Vila         | Vanuatu                      | Port-Vila          | Inglês                                     |
| Cidade do Vaticano                                            | Cidade do Vaticano | Civitas Vaticana             | Civitas Vaticana   | Latim                                      |
| Venezuela                                                     | Caracas            | Venezuela                    | Caracas            | Espanhol                                   |
| Vietname (português europeu) ou Vietnã (português brasileiro) | Hanói              | Việt Nam                     | Hà Nội             | Vietnamita                                 |
| Ilhas Virgens Britânicas                                      | Road Town          | British Virgin Islands       | Road Town          | Inglês                                     |
| Ilhas Virgens dos Estados Unidos                              | Charlotte Amalie   | United States Virgin Islands | Charlotte Amalie   | Inglês                                     |

## W
| País (exónimo)  | Capital (exónimo) | País (endónimo)  | Capital (endónimo) | Línguas locais oficiais (alfabeto/escrita) |
| --------------- | ----------------- | ---------------- | ------------------ | ------------------------------------------ |
| Wallis e Futuna | Mata-Utu          | Wallis-et-Futuna | Matâ'Utu           | Francês                                    |

## Z
| País (exónimo) | Capital (exónimo) | País (endónimo) | Capital (endónimo) | Línguas locais oficiais (alfabeto/escrita) |
| -------------- | ----------------- | --------------- | ------------------ | ------------------------------------------ |
| Zâmbia         | Lusaca            | Zambia          | Lusaka             | Inglês                                     |
| Zimbábue       | Harare            | Zimbabwe        | Harare             | Inglês                                     |